# Hŭngnam
Hŭngnam (hangŭl 흥남구역, hanja 興南區域, McCune-Reischauer: Hŭngnam-kuyŏk, romanisation révisée: Heungnam-guyeok) fue la tercera mayor ciudad en Corea del Norte, se encuentra en la provincia de Hamgyŏng del Sur, en el Mar de Japón (Mar Oriental de Corea). Se encuentra a solo 13 km de la ciudad isla de Hamhung.
Es incierta su población la cual ha sido estimada entre 200,000 y 450,000 habitantes; Corea del Norte sostiene que la misma es de 700,000 personas, pero existen dudas en cuanto a la veracidad de este número.

## Historia
Durante la Segunda Guerra Mundial la ciudad fue centro del programa nuclear japonés.

## Economía

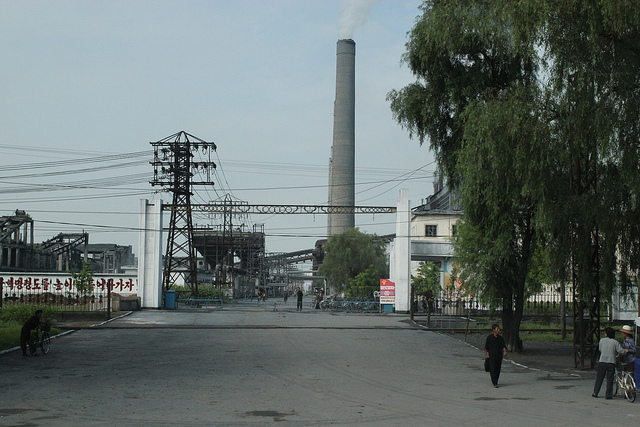
Entrada al Complejo de Vinalón 8 de Febrero.

En la ciudad se encuentra el Complejo de Fertilizantes Hungnam, el cual se ha sostenido que ha sido utilizado para fabricar armas químicas. Otra planta industrial en la zona es el Complejo Fabril de Vinalón 8 de Febrero. También esta emplazado en la ciudad el Hungnam Chemical Engineering College.

## Divisiones Administrativas
Hŭngnam está dividida en 43 tong (vecindarios), 1 rodongjagu(barrio obrero) y 5 ri (barrios):
| - Chakto-dong - Ch'ŏn'gi-dong - Hadŏk-tong - Hojŏn-dong - Honam-dong - Hŭisil-dong - Hŭngbuk-tong - Hŭngdŏk 1-dong - Hŭngdŏk 2-dong - Hŭngdŏk 3-dong - Hŭngdŏk 4-dong - Hŭngsŏ-dong - Hunong-dong - Kŭmbit-tong - Naeho-dong - P'unghŭng-dong - Ryong'am-dong - Ryongsin-dong - Ryongsŏng 1-dong - Ryongsŏng 2-dong - Ryongyŏn-dong - Ryŏnmot-tong - Ryujŏng 1-dong - Ryujŏng 2-dong - Ryujŏng 3-dong | - Saemmul-dong - Sangsu-dong - Sŏho 1-dong - Sŏho 2-dong - Sonam-dong - Songhŭng-dong - Songsam-dong - Subyŏn-dong - Tŏk-tong - Tŏkp'ung-dong - Ŭnbit-tong - Ŭndŏk-tong - Ŭngbong 1-dong - Ŭngbong 2-dong - Unjung 1-dong - Unjung 2-dong - Unsŏng 1-dong - Unsŏng 2-dong - Choul-lodongjagu - Ch'anghŭng-ri - Majŏl-li - P'ungdong-ri - Saemaul-li - Sudo-ri |